# Reffen Tscherning Elite Cycling
Reffen Tscherning Elite Cycling er et dansk cykelhold som kører som et DCU Elite Team. Holdet blev oprettet med start fra 2025 af Ordrup Cycle Club.

## Historie
Efter at have drevet DCU junior-eliteholdet Tscherning Cycling Academy siden 2022 besluttede Ordrup Cycle Club, at klubben fra 2025 skulle have et seniorhold som supplement til juniorholdet. Derfor blev Reffen Tscherning Elite Cycling skabt som et DCU Elite Team. Det ville fra starten have 11 U23-ryttere tilknyttet. Holdet fik Palle Campagner som teammanager, efter at han havde været medstifter af og stået i spidsen for juniorholdet siden 2022. Det nye U23-hold indgik samarbejde med UCI kontinentalholdet Team Give Steel - 2M Cycling Elite.

## Holdet

### 2025
| Trup 2025                 | Trup 2025          | Trup 2025                                  | Trup 2025 |
| Rytter                    | Fødselsdag         | Seneste hold                               |           |
| ------------------------- | ------------------ | ------------------------------------------ | --------- |
| William Lowth             | 10. juli 2004      | Ordrup Cycle Club (2024)                   |           |
| Lucas Strunge             | 1. februar 2006    | Mountainbike Club Vejle (2023)             |           |
| Luca Campagner            | 5. juli 2004       | Ordrup Cycle Club (2024)                   |           |
| Gustav Johansen           | 17. august 2006    | Team Uno-X-Carl Ras Roskilde Junior (2024) |           |
| Axel Hjorth Køgs Andersen | 13. august 2003    | Team Give Steel-2M Cycling Elite (2024)    |           |
| Sebastian Sigurd Nielsen  | 27. november 2003  | Team Give Steel-2M Cycling Elite (2024)    |           |
| Felix Dalhoff             | 12. august 2006    | Tscherning Cycling Academy (2024)          |           |
| Oskar Hertz               | 13. august 2005    | Team Give Steel-2M Cycling Elite (2024)    |           |
| Erik Christoffersen       | 15. november 2004  | Team Give Steel-2M Cycling Elite (2024)    |           |
| Magnus Saxtoft            | 19. september 2006 | Zealand Cycling-Kuehne+Nagel (2024)        |           |
|                           |                    |                                            |           |
| Kilde: ProCyclingStats    |                    |                                            |           |